# Valley Head, Alabama
Valley Head là một thị trấn thuộc quận DeKalb, tiểu bang Alabama, Hoa Kỳ. Dân số năm 2009 là 657 người, mật độ đạt 73 người/km².